# Erythroxylum plowmanii
Erythroxylum plowmanii är en tvåhjärtbladig växtart som beskrevs av Ayrton Amaral. Erythroxylum plowmanii ingår i släktet Erythroxylum och familjen Erythroxylaceae. Inga underarter finns listade i Catalogue of Life.